# Associazione Calcio Femminile Gorgonzola 1981
Questa voce raccoglie le informazioni riguardanti l'Associazione Calcio Femminile Gorgonzola nelle competizioni ufficiali della stagione 1981.

## Rosa
Rosa aggiornata alla fine della stagione.
| N. |                   | Ruolo | Calciatrice             |
| -- | ----------------- | ----- | ----------------------- |
| 2  | Italia (bandiera) | D     | Paola Araldi            |
| 7  | Italia (bandiera) | A     | Novellina Babetto       |
| 1  | Italia (bandiera) | P     | Mariangela Bonanomi     |
|    | Italia (bandiera) | C     | Brusa                   |
| 11 | Italia (bandiera) | A     | Caterina Fuoco          |
| 7  | Italia (bandiera) | C     | Tiziana Gotti           |
| 8  | Italia (bandiera) | A     | Assunta Giovanna Gualdi |
| 2  | Scozia (bandiera) | D     | June Hunter             |
| 11 | Italia (bandiera) | A     | Ivana Manzoni (c)       |

| N. |                   | Ruolo | Calciatrice           |
| -- | ----------------- | ----- | --------------------- |
| 5  | Scozia (bandiera) | C     | Anne McCallum         |
| 10 | Scozia (bandiera) | A     | Edna Neillis          |
| 2  | Italia (bandiera) | D     | Rita Nocera           |
| 3  | Italia (bandiera) | D     | Marisa Perin          |
| 4  | Spagna (bandiera) | A     | Conchi Sánchez Freire |
| 1  | Italia (bandiera) | P     | Wilma Seghetti        |
| 5  | Italia (bandiera) | C     | Isabella Solia        |
| 9  | Italia (bandiera) | A     | Elisabetta Vignotto   |
| 6  | Italia (bandiera) | C     | Teresa Villa          |

## Statistiche

### Statistiche dei giocatori
| Giocatore         | Serie A  | Serie A | Serie A     | Serie A    | Coppa Italia | Coppa Italia | Coppa Italia | Coppa Italia | Totale   | Totale | Totale      | Totale     |
| Giocatore         | Presenze | Reti    | Ammonizioni | Espulsioni | Presenze     | Reti         | Ammonizioni  | Espulsioni   | Presenze | Reti   | Ammonizioni | Espulsioni |
| ----------------- | -------- | ------- | ----------- | ---------- | ------------ | ------------ | ------------ | ------------ | -------- | ------ | ----------- | ---------- |
| P. Araldi         | 18       | 0       | 1           | 0          | 4            | 0            | 1            | 0            | 22       | 0      | 2           | 0          |
| N. Babetto        | 25       | 10      | 2           | 0          | 6            | 7            | 0            | 0            | 31       | 17     | 2           | 0          |
| M. Bonanomi       | 19       | -8      | 1           | 0          | 4            | 0            | 0            | 0            | 23       | -8     | 1           | 0          |
| . Brusa           | 1        | 1       | 0           | 0          | 0            | 0            | 0            | 0            | 1        | 1      | 0           | 0          |
| C. Fuoco          | 17       | 4       | 0           | 0          | 7            | 3            | 0            | 0            | 24       | 7      | 0           | 0          |
| T. Gotti          | 0        | 0       | 0           | 0          | 1            | 0            | 0            | 0            | 1        | 0      | 0           | 0          |
| A.G. Gualdi       | 14       | 1       | 0           | 0          | 6            | 0            | 0            | 0            | 20       | 1      | 0           | 0          |
| J. Hunter         | 22       | 0       | 2           | 0          | 7            | 0            | 0            | 0            | 29       | 0      | 2           | 0          |
| I. Manzoni        | 23       | 4       | 1           | 0          | 3            | 0            | 0            | 0            | 26       | 4      | 1           | 0          |
| A. McCallum       | 13       | 0       | 0           | 0          | 4            | 0            | 0            | 0            | 17       | 0      | 0           | 0          |
| E. Neillis        | 26       | 8       | 1           | 0          | 6            | 2            | 0            | 0            | 32       | 10     | 1           | 0          |
| R. Nocera         | 3        | 0       | 0           | 0          | 2            | 0            | 0            | 0            | 5        | 0      | 0           | 0          |
| M. Perin          | 26       | 0       | 0           | 0          | 7            | 2            | 0            | 0            | 33       | 2      | 0           | 0          |
| C. Sánchez Freire | 15       | 14      | 0           | 0          | 3            | 4            | 0            | 0            | 18       | 18     | 0           | 0          |
| W. Seghetti       | 17       | -5      | 0           | 0          | 3            | -1           | 0            | 0            | 20       | -6     | 0           | 0          |
| I. Solia          | 5        | 0       | 0           | 0          | 0            | 0            | 0            | 0            | 5        | 0      | 0           | 0          |
| E. Vignotto       | 26       | 23      | 2           | 0          | 7            | 4            | 0            | 0            | 33       | 27     | 2           | 0          |
| T. Villa          | 23       | 0       | 0           | 0          | 7            | 0            | 0            | 0            | 30       | 0      | 0           | 0          |